# Rostec
Rostec (en russe : Ростех, Rostekh), anciennement Rostekhnologii (en russe : Ростехнологии) est une société d'État russe fondée fin de l’année 2007, à la tête d'un conglomérat actif dans le développement, la production et l'exportation de produits industriels de haute technicité destinés aux secteurs civils et militaires.
Elle rassemble environ 800 entités qui constituent les 15 sociétés du holding : onze sociétés de ce holding opèrent dans le domaine de l’industrie de la défense et trois sont impliquées dans des secteurs civils. Les organisations de Rostec sont situées dans 60 régions de la fédération de Russie et fournissent des marchandises à plus de 70 pays dans le monde.
Rostec a été fondée en 2007 comme une société d'État, un type très particulier d'entité juridique en Russie. La société d'État est constituée sur base d’une contribution de capitaux propres de la Fédération de Russie. L'organisation est dirigée par Sergueï Tchemezov. Son siège social est situé à Moscou.
Le nom complet en russe est Государственная корпорация по содействию разработке, производству и экспорту высокотехнологичной промышленной продукции «Ростех». Le nom abrégé en russe est Госкорпорация Ростех. Le nom complet en français est : « Société d'État pour l'assistance au développement, à la production et à l'exportation des produits industriels de technologie avancée « Rostec ». Le nom abrégé en français est Société Rostec. Rostec était connu sous le nom de Rostekhnologii jusqu'en décembre 2012.

## Historique
Le 23 novembre 2007, le président Vladimir Poutine a approuvé la loi fédérale pour l’établissement de Rostekhnologii comme société d'État, loi adoptée par la Douma d'État le 9 Novembre,.
L'État a contribué pour 443 parts au capital de la société. En 2009, les actifs de 437 entreprises a été transmis à Rostec. Leur perte totale a été de 630 milliards de roubles[pas clair]; plus de 30 % de ces entreprises étaient en état de pré-crise ou de crise, 28 entités étaient en procédure de faillite, 17 n’avaient pas de portefeuille d’opérations commerciales et 27 avaient perdu une partie de leurs actifs ou faisaient face au risque important d'une telle perte. Les dirigeants de certaines sociétés incluses dans Rostec étaient en conflit les uns avec les autres. À l’époque où Rosoboronprom, une société qui a finalement fusionné avec Rostechnologii, a acquis une participation de contrôle dans VSMPO-AVISMA en 2006, le conflit en cours entre les actionnaires l’a exposé à une crise. En octobre 2005, le Service fédéral des marchés financiers (SFMF) a suspendu les opérations sur les actions ordinaires de RTS Exchange et de MICEX.

### Projets en cours
En 2006, la holding VSMPO-AVISMA a conclu un accord avec Boeing au sujet de la création d'une coentreprise de traitement mécanique en titane des emboutis en titane pour Boeing 787 et des avions de ligne russes, et en 2007, il a été signé un accord à cet effet. La construction d'une nouvelle usine, le recrutement et la formations des employés, pour l'installation des machines-outils, tout cela n'a pris que deux ans, et en 2009, une des plus modernes entreprises dans le monde créée avec la participation de Rostec, Ural Boeing Manufacturing, a commencé son fonctionnement. Au mois d'octobre 2012, VSMPO-AVISMA a signé un mémorandum avec Boeing qui prévoit une expansion de la puissance d'Ural Boeing Manufacturing. La coentreprise a acquis quatre nouvelles machines-outils dont l'installation est prévue pour 2013. Les investissements supplémentaires seront de 12 millions de dollars. Les partenaires développent des nouveaux alliages et technologies en titane pour la construction aéronautique. Il s'agit notamment d'alliage en titane « Ti5553 » permettant de diminuer le poids d'un avion.
En 2008 le groupe de compagnies Pirelli et la holding « Rostechnologies » ont signé un Mémorandum relatif aux conditions principales de la création d'une coentreprise pour la production des pneus pour les voitures et les camions. De départ, les parties envisageaient de construire une usine spécialisée pour la production des pneus à Togliatti, pourtant, ensuite leurs plans ont subi des modifications. En 2011, il a été décidé d'installer une production des pneus dans les capacités de production de ZAO « Sibour-holding » chez lequel, des usines de pneus de Kirov et de Voronej ont été achetés. La valeur totale des actifs transmis était de 222 millions d'euros. En janvier 2013, à l'usine de pneus de Voronej, il a mis en fonctionnement d'une nouvelle chaîne,. Vers 2015, elle va produire 10,5 millions de pneus de voitures et de camions, et les ventes atteindront 500 millions d'euros. En 2017, le chiffre d'affaires de la société s'élevait à près de 28 millions d'euros.
Au mois de juillet 2008, Rostec a signé un accord avec la compagnie de holding « Metalloinvest », qui prévoit, en cas d'une victoire dans le concours, une création d'une coentreprise d'exploitation du gisement de cuivre d'Oudokan dans la Région de Tchita, dont les réserves sont estimés à 20 millions de tonnes de cuivre, soit 1,3 milliard de tonnes de minerais ce qui constitue 30 % de toutes les réserves prouvées de la Russie. Au mois de septembre de la même année, le concours a été gagné par le Combinat d'extraction et d'enrichissement minier de Mikhaïlovski (qui fait partie de « Metalloinvest »). Au milieu de l'année 2012, on menait à Oudakan des travaux de préparation pour l'exploitation du gisement. En conformité avec le plan, l'extraction doit commencer au plus tard au mois de juin 2014.
Le 11 novembre 2008, Rostec a acquis 25,1 % des actions de la compagnie WiMAX Holding Ltd, l'actionnaire principal de la compagnie Skartel, opérateur WiMAX du réseau Yota.
En 2010 « Hélicoptères de Russie » faisant partie de Rostechnologies a obtenu un accord avec la compagnie Agusta Westland faisant partie de Finmeccanica sur la création d'une coentreprise « HeliVert » pour le montage des hélicoptères AW139 à une nouvelle usine dans le village de Tomilino (en) de la région de Moscou,.
Rostec a signé des accords de coopération avec les sociétés suivantes : OAK, OSK, RJD, « Aeroflot », « Lukoil », « Gazprom », etc.

### Changement de nom, de logo et modification du site interne (2012)
Le rebranding corporatif[Quoi ?] a été annoncé le 21 décembre 2012. La société a changé son nom, son logo et son slogan. Rostechnologii a été renommé Rostec. Le nouveau logo comporte un carré ouvert symbolisant une fenêtre vers le monde et un cadre de mise au point. Il reflète la philosophie du slogan de la société « Partenaire dans le développement ». La société a également lancé un nouveau site Web en six langues (russe, anglais, allemand, français, espagnol, arabe et chinois). Les langues ont été choisies en fonction des pays et des régions qui apparaissent comme les plus grands clients de la société. « Les communications et la gestion de la marque affectent de plus en plus la valeur ajoutée des produits », a déclaré Sergueï Tchemezov, PDG de Rostec. « Nous avons besoin d’une marque internationale pour intéresser le secteur de la technologie mondiale et les dirigeants financiers, pour poursuivre avec succès la stratégie de la société et pour améliorer la capitalisation de la société ». Selon le Wall Street Journal, le rebranding est conçu pour rendre la société plus ouverte.
Selon une évaluation réalisée par la société de conseil suisse Assessa, la marque de la société de Rostec a une valeur de 31,2 milliards de roubles.[réf. nécessaire]
La marque de la société, qui a été lancé à la fin de 2012, est actuellement l'une des 15 marques les plus précieuses de la Russie et a une valeur similaire à celle des grandes sociétés telles que Rosneft et Rostelecom.

### Stratégie du développement
En décembre 2015, le conseil de surveillance de Rostec a approuvé sa stratégie de développement jusqu'en 2025,. L'objectif principal de cette stratégie est de modifier son modèle économique en augmentant la part des produits civils de haute technicité et des exportations non pétrolières, afin de faire passer le domaine civil à 50 % de son chiffre d'affaires, contre 25 % actuellement,.

## Activité
À la fin de 2016, Rostec comprend environ 800 organismes,. Son chiffre d'affaires se répartit entre domaine militaire pour 75 %, et domaine civil pour 25 %. Le conglomérat d'État représente  près des deux tiers de la production militaire russe.
Les principaux secteurs d'activité couvrent les secteurs suivants:
- fabrication d'hélicoptères
- matériel d'aviation, avionique et moteurs d'aviation
- armes, équipements militaires et spéciaux (munitions, armes de haute précision, complexes de missiles tactiques et de champ de bataille, complexes d'armes spéciales, équipements de combat radio-électroniques, systèmes d'identification d'état)
- équipements radioélectriques et composants électroniques
- appareils optiques et optico-électroniques
- Informatique et télécommunications
- équipements médicaux
- matériaux composites
- biotechnologies
- construction de machines pour l'automobile et l'ingénierie[33].

Selon la loi fédérale sur la société d'État Rostechnologii, l'objectif principal de la société est de « promouvoir le développement, la fabrication et l'exportation de produits industriels de pointe en fournissant un soutien aux entreprises russes sur les marchés intérieurs et étrangers, particulièrement les développeurs et les fabricants de produits de haute technicité et tous les organismes où Rostechnologii peut influencer le processus décisionnel en raison de sa participation majoritaire dans leurs fonds propres ou dans le cadre des accords conclus avec eux, ainsi que l'augmentation des investissements dans des organismes opérant dans des secteurs industriels différents, y compris le complexe défense-industrie ».

### Résultats financiers
Principaux indicateurs financiers, 2015 (1 dollar = 60,96 roubles) :
- Revenu consolidé, 18,7 milliards de dollars
- Résultat net consolidé, 1,62 milliard de dollars
- Revenus d'exportation, 5,0 milliards de dollars
- Total des investissements, 2,1 milliards de dollars
- Exportations de produits innovateurs, 1,81 milliard de dollars

## Composition du conglomérat
Les sociétés principales de holding se composent de trois branches : aéronautique, électronique et armement.
Aéronautique
- Hélicoptères russes
- La société de moteur unie
- KRET (Conglomérat Technologies radioélectriques)
- Technodinamica (le Holding de matériel aéronautique jusqu'en 2015)

Électronique:
- Ruselectronics
- Shvabe (Systèmes et technologies optiques jusqu'au 26 octobre 2012[36])
- La société de fabrication d'instruments unie
- Conglomérat Avtomatika

Armement
- Conglomérat Tecmash
- Vysokotochnye Kompleksy (Systèmes de haute précision)
- RT-Chemcomposite
- Conglomérat Kalashnikov (en)
- NPO Splav
- Tsniitochmash

Autres entreprises
- Rosoboronexport
- VSMPO-AVISMA
- RT-Développement commercial
- La société immunobiologique nationale[37],[38],[39],[40]
- KamAZ
- Lada-AvtoVAZ

### Électronique

#### Ruselectronics
Ruselectronics a réuni des sociétés de l'industrie électronique spécialisées dans le développement et la production de composants électroniques, d’appareils et d’équipements électroniques, d’équipements à micro-ondes et d’appareils semi-conducteurs.

#### Shvabe Holding
Shvabe est responsable du développement et de la production de systèmes optiques et électroniques de haute technologie à des fins militaires et civiles, de la fabrication d'équipements optiques, médicaux et économes en énergie.
Le holding est créé en 2008 : jusqu'au 26 octobre 2012 il portait le nom de « Union de recherche et de production Opticheskie sistemy i tehnologii. Les entreprises de l'organisation produisent de l'équipement de l'optique et de l'électronique, des appareils et des systèmes à usage militaire, des produits civils de haute technologie : systèmes de surveillance, de monitoring aérospatial et de sondage de Terre à distance, systèmes et complexes de laser, télémètres, désignateurs, systèmes photo-lithographiques, éléments de précision et nano-dispositifs, matériel médical, instruments géodésiques, photo-techniques et beaucoup d'autres choses. Nomenclature des produits commercialisés par le holding compte plus de 5 000 dénominations.
Depuis 2011, le holding est enregistré à Ekaterinbourg.

### Armement

#### ConglomératKalashnikov
Le 13 août 2013, Izhmash et l'usine mécanique d’Izhevsk ont été fusionnées et rebaptisées comme Conglomérat Kalashnikov (en).
Actuellement le conglomérat Kalashnikov est également le plus grand et le plus important fabricant russe d'armes automatiques et pour tireurs d’élite, de projectiles guidés et d'un large éventail de produits civils, y compris des fusils de chasse, des fusils, des machines et des outils de sport.
Selon les représentants de la Société d'État, la stratégie de développement de Rostec pour 2025 prévoit que les investisseurs privés seront attirés par divers actifs. La Société d'État détient actuellement 51 % des actions de Kalashnikov. Bokarev et le PDG du Groupe Kalashnikov, Krivoruchko, détiennent 49 % des actions achetées en 2014 pour 1,3 milliard de roubles.

### Autres entreprises

#### Rosoboronexport
Rosoboronexport est le seul intermédiaire d'État à l'exportation et à l'importation de la gamme complète de produits militaires ainsi que de produits, de technologies et de services à double usage.
Le volume des livraisons de la production à usage militaire aux clients étrangers, réalisées par « Rosoboronexport » en 2011 a atteint 10,7 milliards de dollars avec la prévision de 9,19 milliards de dollars. L'augmentation permanente des ventes (en 2011, c'était 2 milliards de dollars) permet à la Russie d'occuper de pied ferme la seconde ligne dans le classement des pays exportateurs de la production à usage militaire, ne cédant le haut du pavé qu'aux États-Unis. En 2012, le chiffre d'affaires de l'exportation d'armes a atteint de 15,214 milliards de dollars, avec cela, le portefeuille des commandes pour la production militaire russe a atteint de 46,3 milliards de dollars.

#### VSMPO-AVISMA
La société produit 30 % du titane dans le monde.[réf. nécessaire]

## Conseil de surveillance
Le responsable nommé à la tête de Rostec par le président Poutine est Sergueï Tchemezov.Alexander Nazarov - Directeur général adjoint de la société d'État "Rostec",,,. Le siège social se situe à Moscou.
- Tchemezov Sergueï Viktorovitch, directeur général de Rostec.
- Mantourov Denis Valentinovitch, ministre de l'industrie et du commerce de la Fédération de Russie (président du conseil de surveillance).
- Borissov Iouri Ivanovitch, Secrétaire adjoint de la Défense de la Fédération de Russie.
- Britcheva Larissa Igorevna, Assistante du Président de la Russie ; Chef de la Direction Juridique de l'État au Bureau Exécutif de la Présidence.
- Igor Levitin, Consultant pour le Président de la Fédération de Russie ;
- Siluanov Anton, ministre des Finances de la Fédération de Russie ;
- Ostrovenko Vladimir, Chef adjoint de l'Administration du Président ;
- Ouchakov Iouri Viktorovitch, Consultant pour le Président de la Fédération de Russie.
- Fomine Alexandre Vassilievitch, Secrétaire adjoint de la Défense de la Fédération de Russie.

## Sponsoring
Le 27 novembre 2007, Rostec est devenu le partenaire général du Club de football de Samara « Krylia Sovietov », mais en 2011, Rostec a décidé de cesser le soutien de l'équipe.
En 2010 et 2011, Rostec était sponsor du pilote de la Formule 1 Vitaly Petrov. Et en 2012 « Hélicoptères de Russie » est devenu partenaire de l'équipe « Caterham F1Team » que Vitaly Petrov représente.

## Sanctions internationales
Rostec figure sur la liste des entités soumises à des sanctions financières et commerciales contre la Russie établie par les États-Unis, à la suite de la crise en Ukraine en 2014. Elle a aussi été soumise à sanctions de la part de l'Europe.